# Christ-Owen Kouassi
Christ-Owen Kouassi, né le 15 avril 2003 à Paris, est un footballeur franco-ivoirien qui évolue au poste de défenseur central à l'US Lecce.

## Biographie

### Débuts et formation
Christ-Owen Kouassi, né le 15 avril 2003 à Paris, commence le football en France du côté de l'ESD Montreuil, puis à l'US Fontenay-sous-Bois. Il s'engage avec les U19 du Stade lavallois en 2020 ou il effectue un total de 7 matchs et 1 passe décisive. L'année suivante il intègre l'équipe réserve du club Mayennais, il joue un total de 54 matchs pour 3 buts inscris en National 3 durant 3 saisons.   

### Stade lavallois
Le 30 juillet 2024, Christ-Owen Kouassi signe son premier contrat professionnel avec le Stade lavallois où il paraphe un contrat de trois ans, soit jusqu'en 2027.
Il fait ses débuts pour son club formateur, le 16 aout 2024, lors de la 1er journée de Ligue 2 BKT contre le Grenoble Foot 38 (défaite 2-1).
Le 4 janvier 2025, lors de la 17e journée de Ligue 2 BKT contre le FC Lorient, Christ-Owen Kouassi inscrit son premier but avec le Stade lavallois (victoire 2-0).

### US Lecce
Le 29 juin 2025, Christ-Owen Kouassi est transféré à l'US Lecce pour une somme d'un million d'euros, il paraphe un contrat de quatre ans avec une année en option, soit jusqu'en 2029,.
Il fait ses débuts pour l'US Lecce, le 15 août 2025, lors de la 1er tour de la Coupe d'Italie contre la Juve Stabia (victoire 2-0).